# Salix amygdaloides
Espèce
Classification APG III (2009)
Statut de conservation UICN

 LC IUCN2.3 : Préoccupation mineure
Salix amygdaloides, le Saule à feuilles de pêcher (en anglais Peachleaf willow), est une espèce de plantes à fleurs de la famille des Salicaceae. C'est un arbre originaire du sud du Canada et des États-Unis, de l'ouest du Québec, ouest de la Colombie britannique, du sud-ouest à l'est du Kentucky, sud-ouest et ouest de l'Arizona et du Nevada.

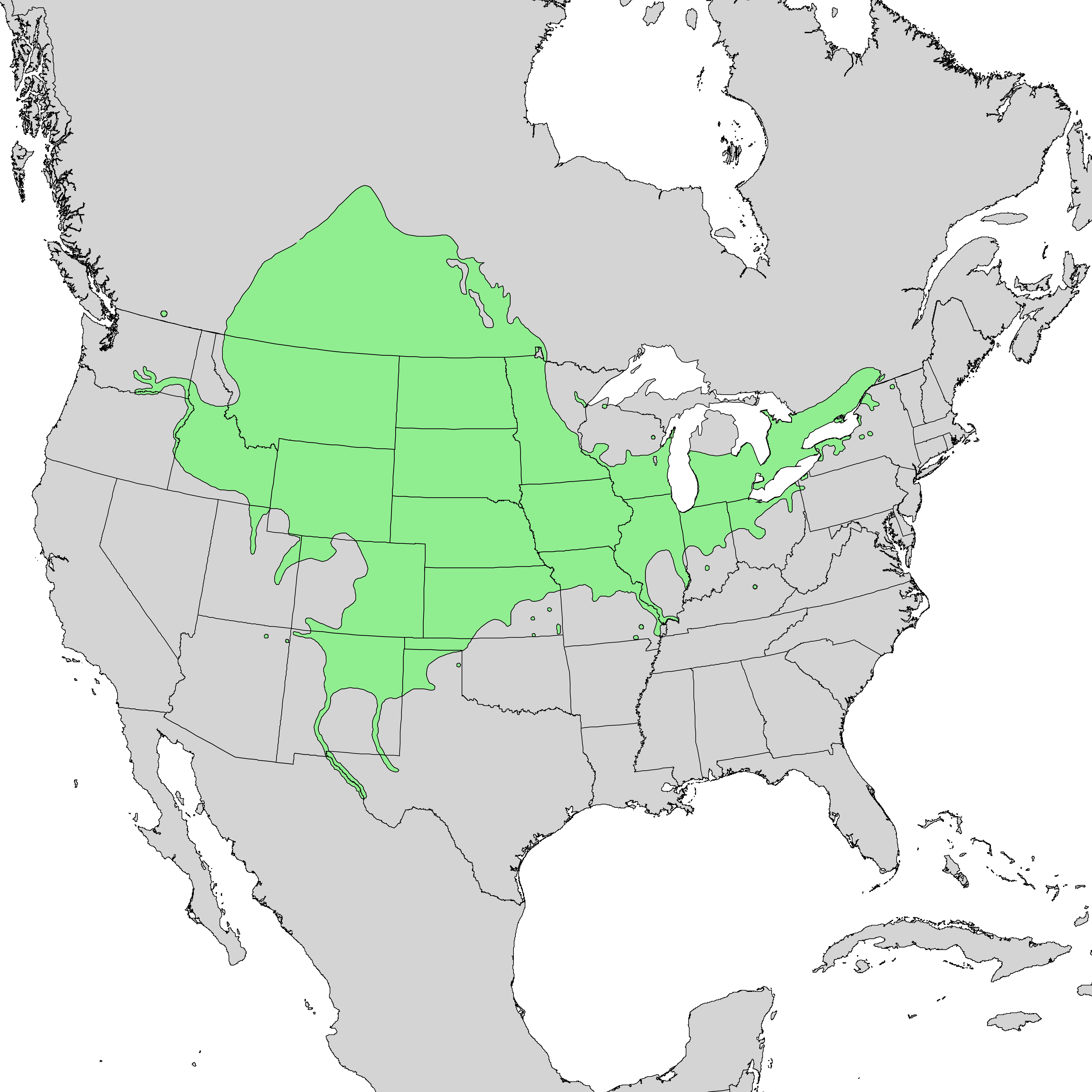
Distribution naturelle.

## Synonymes
- Pleiarina amygdaloides (Andersson) N. Chao & G. T. Gong.
- Salix amygdaloides var. wrightii (Andersson) C.K. Schneid.
- Salix nigra var. amygdaloides (Andersson) Andersson.
- Salix wrightii Anderss.

## Description

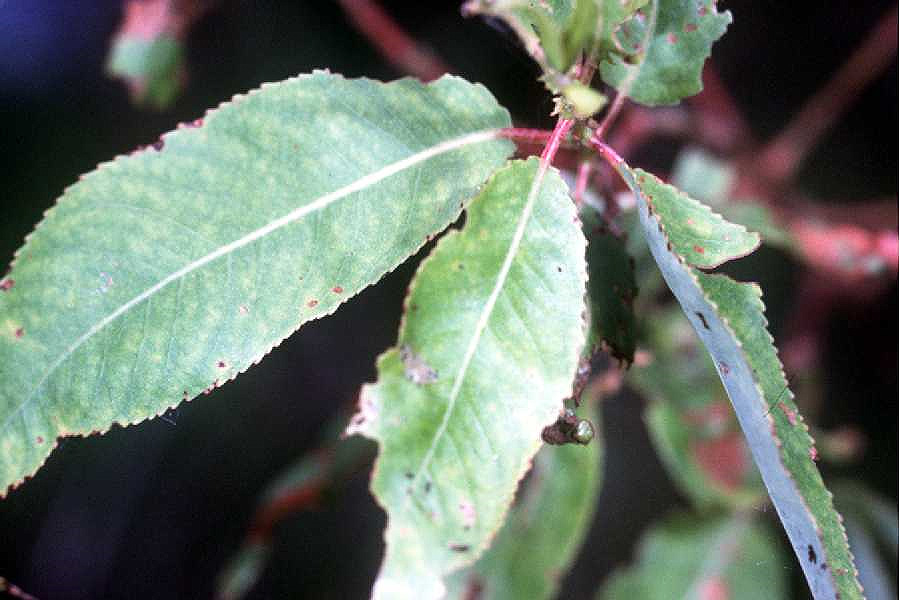
Les feuilles caractéristiques de l'espèce.

Ce saule, de petite ou de moyenne taille, atteint de 4 à 20 m de haut et vit à côté des peupliers (peupliers de Virginie). C'est le plus grand des arbres indigènes des « prairies » américaines.
Salix amygdaloides n'a généralement qu'un seul tronc ou plus rarement plusieurs mais alors plus courts. Les feuilles lancéolées, de 3 à 13 cm de long et de 1 à 4 cm de large, sont vert jaunâtre avec un dessous pâle et une  marge finement dentée. 
Les fleurs sont des chatons jaunes de 3 à 8 cm de long, apparaissant au printemps, en même temps que les feuilles. Les fructifications d'un jaune rougeâtre sont à maturité en fin de printemps et les capsules individuelles font de 4 à 6 mm de long,.
Le saule à feuilles de pêcher pousse très vite mais a la vie courte. Il ne peut se propager que par ses graines contrairement aux autres saules qui peuvent également le faire par racines ou rameaux détachés.
On le trouve dans les prairies du nord, souvent près des cours d'eau, accompagnant les peupliers de Virginie. Comme l'indiquent le nom scientifique et le nom commun, ses feuilles présentent des ressemblances avec celles du pêcher et de l'amandier (Latin, Amygdalus).
À moins de disposer des chatons, l'identification de l'espèce reste problématique.